# Josh Shipp
Joshua Ian Shipp (* 14. Februar 1986 in Los Angeles, Kalifornien) ist ein US-amerikanischer Basketballspieler. Nach dem Studium an seinem Geburtsort begann Shipp eine professionelle Karriere in der Türkei, wo er für verschiedene Klubs spielte, aber einen Titelgewinn verpasste. In der Basketball-Bundesliga 2014/15 spielte er befristet auf schließlich knapp zwei Monate für den späteren deutschen Meister Brose Baskets aus Bamberg.

## Karriere
Shipp gewann während seiner Schulzeit an der Fairfax High School seiner Geburtsstadt eine Staatsmeisterschaft mit der Schul-Basketballmannschaft Lions. Nach dem Schulabschluss begann er ebenfalls in seiner Heimatstadt ein Studium an der University of California, Los Angeles, wo er ab 2004 für die Hochschulmannschaft Bruins in der Pacific-10 Conference der NCAA spielte. Mit dem Basketball-Rekordmeister der NCAA verpasste Shipp zunächst als Freshman die Teilnahme an der landesweiten NCAA-Endrunde, bevor er in seiner zweiten Saison wegen einer Hüftverletzung nur vier Spiele absolvierte und diese Saison als „redshirted“ schließlich aussetzte, als die Bruins unter anderem mit Jordan Farmar die Pac-10-Meisterschaft und die NCAA-Vizemeisterschaft errangen. Zwar verpassten die Bruins 2007 zunächst die Titelverteidigung in der Pac-10, doch in der Endrunde schaffte Shipp zusammen mit unter anderem Arron Afflalo wieder den Einzug ins Final Four, bei dem man im Halbfinale in der Neuauflage des Vorjahresfinales dem Titelverteidiger Gators der University of Florida erneut unterlag. Zusammen mit Russell Westbrook und Kevin Love galt Shipp mit den Bruins als einer der Topfavoriten 2008, doch nach dem Pac-10-Meisterschaftsgewinn verlor man erneut das landesweite Halbfinale diesmal gegen die Tigers der University of Memphis von Trainer John Calipari. In seiner letzten NCAA-Saison wurde Shipp gemeinsam mit Darren Collison mannschaftsinterner Most Valuable Player, doch Shipps NCAA-Karriere endete diesmal nach einer Zweitrundenniederlage früh. Während Collison wie viele von Shipps Mannschaftskameraden bereits in der ersten Runde des NBA-Draft 2009 ausgewählt wurde, blieb Shipp selbst im Entry Draft der am höchsten dotierten Profiliga unberücksichtigt.
Nach der NBA Summer League bei den Chicago Bulls begann Shipp zur Saison 2009/10 daher eine professionelle Karriere in Europa und unterschrieb im türkischen Bornova beim Erstliga-Aufsteiger in die Türkiye Basketbol Ligi (TBL). Als zweitbester Scorer der TBL mit gut 19 Punkten pro Spiel war Shipp ein Garant dafür, dass sich der Neuling auf Anhieb auf dem siebten Platz für die Play-offs um die Meisterschaft qualifizieren konnte, in denen man in der ersten Runde gegen den späteren Titelgewinner Fenerbahçe Ülker verlor. Zur folgenden Saison spielte Shipp dann auch in Istanbul für Fenerbahçes Lokalrivalen Galatasaray, der jedoch die Play-off-Finalserie gegen den Titelverteidiger verlor. In der folgenden Saison schwächelte der Meister zwar und schied gegen den weiteren Lokalrivalen Beşiktaş Milangaz aus, doch Galatasaray selbst verlor in der Halbfinalserie gegen den späteren Titelgewinner Beşiktaş. Erst eine Saison später sollte Galatasaray die Meisterschaft gewinnen, doch Shipp spielte in der Saison 2012/13 bereits für Rekordmeister Anadolu Efes SK aus Istanbul. Vorjahres-Vizemeister Efes verpasste jedoch die Finalserie gegen Galatasaray und verlor bereits die Halbfinalserie gegen Banvit BK. Während seiner insgesamt drei Jahre für Istanbuler Klubs spielte Shipp auch regelmäßig in europäischen Vereinswettbewerben. Nachdem Galatasaray als einzige von drei türkischen Mannschaften im Eurocup 2010/11 die Zwischenrunde erreicht hatte, spielte man als türkischer Vizemeister im höchstrangigen europäischen Vereinswettbewerb EuroLeague 2011/12, in dem man zusammen mit Lokalrivale Efes in einer gemeinsamen Zwischenrundengruppe gegen die späteren Finalisten Olympiakos Piräus und PBK ZSKA Moskau ausschied. Ein Jahr später erreichte Shipp mit Anadolu Efes die Viertelfinal-Play-offs, die erst nach fünf Spielen gegen Titelverteidiger Olympiakos Piräus verloren gingen. In der Saison 2013/14 stand Shipp in Ankara bei Türk Telekomspor unter Vertrag. Die Mannschaft konnte sich jedoch gegenüber der Vorsaison nur geringfügig verbessern und verpasste auf dem elften Platz erneut den Einzug in die türkischen Meisterschafts-Play-offs.
In der Saison 2014/15 bekam Shipp erst nach Saisonbeginn einen Vertrag und profitierte dabei von einer langwierigen Verletzung seines Landsmanns Carlon Brown. Mit den Brose Baskets aus Bamberg spielte Shipp erneut im Eurocup 2014/15, doch der frühere deutsche Meister unter seinem neuen italienischen Trainer Andrea Trinchieri einigte sich bereits im Januar 2015 mit Shipp auf eine Vertragsauflösung. Shipp verpasste so den Gewinn der deutschen Meisterschaft durch die Bamberger am Saisonende.